# بخش لنسینگ (شهرستان مور، مینه‌سوتا)
بخش لنسینگ (به انگلیسی: Lansing Township) یک منطقهٔ مسکونی در ایالات متحده آمریکا است که در شهرستان مور، مینه‌سوتا واقع شده‌است. بخش لنسینگ ۱٬۲۹۲ نفر جمعیت دارد.